# Ministerio del Interior (Yugoslavia)
El Ministerio del Interior de Yugoslavia se refiere al ministerio encargado de tratar los asuntos internos del Reino de Yugoslavia, entre 1918 y 1945, y de la República Federal Socialista de Yugoslavia, entre 1945 y 1992. También puede referirse al ministerio del interior de la federación de Serbia y Montenegro (oficialmente llamada República Federal de Yugoslavia), existente entre 1992 y 2003.

## Lista de ministros

### Reino de Yugoslavia (1918–1941)
| N.º  | Ministro            | Inicio                  | Fin                     | Partido       |
| ---- | ------------------- | ----------------------- | ----------------------- | ------------- |
| 1    | Marko Trifković     | 1 de diciembre de 1918  | 20 de diciembre de 1918 | NRS           |
| 2    | Svetozar Pribićević | 20 de diciembre de 1918 | 19 de febrero de 1920   | DS            |
| (1)  | Marko Trifković     | 19 de febrero de 1920   | 16 de mayo de 1920      | NRS           |
| 3    | Ljubomir Davidović  | 16 de mayo de 1920      | 1 de enero de 1921      | DS            |
| 4    | Milorad Drašković   | 1 de enero de 1921      | 21 de julio de 1921 †   | DS            |
| (2)  | Svetozar Pribićević | 21 de julio de 1921     | 24 de diciembre de 1921 | DS            |
| 5    | Vojislav Marinković | 24 de diciembre de 1921 | 24 de junio de 1922     | DS            |
| 6    | Milorad Vujičić     | 17 de diciembre de 1922 | 27 de marzo de 1924     | NRS           |
| 7    | Milan Srškić        | 27 de marzo de 1924     | 28 de julio de 1924     | NRS           |
| 8    | Nastas Petrović     | 28 de julio de 1924     | 6 de noviembre de 1924  | NRS           |
| 9    | Božidar Maksimović  | 6 de noviembre de 1924  | 17 de abril de 1927     | NRS           |
| 10   | Velimir Vukićević   | 17 de abril de 1927     | 13 de enero de 1928     | NRS           |
| 11   | Čedomir Radović     | 13 de enero de 1928     | 23 de febrero de 1928   | Independiente |
| 12   | Anton Korošec       | 28 de febrero de 1928   | 7 de enero de 1929      | SLS           |
| 13   | Petar Živković      | 7 de enero de 1929      | 5 de enero de 1932      | JNS           |
| (7)  | Milan Srškić        | 5 de enero de 1932      | 11 de julio de 1932     | JNS           |
| 14   | Živojin Lazić       | 11 de julio de 1932     | 22 de diciembre de 1934 | JNS           |
| 15   | Velimir Popović     | 22 de diciembre de 1934 | 24 de junio de 1935     | JNS           |
| (12) | Anton Korošec       | 24 de junio de 1935     | 21 de diciembre de 1938 | SLS           |
| 16   | Milan Acimović      | 21 de diciembre de 1938 | 5 de febrero de 1939    | JRZ           |
| 17   | Dragiša Cvetković   | 5 de febrero de 1939    | 26 de agosto de 1939    | JRZ           |
| 18   | Stanoje Mihaldžić   | 26 de agosto de 1939    | 12 de julio de 1940     | JRZ           |
| (17) | Dragiša Cvetković   | 12 de julio de 1940     | 27 de marzo de 1941     | JRZ           |
| 19   | Srđan Budisavljević | 27 de marzo de 1941     | 18 de abril de 1941     | SDS           |

### Gobierno yugoslavo en el exilio (1941-1945)
| N.º | Ministro            | Inicio               | Fin                  | Partido       |
| --- | ------------------- | -------------------- | -------------------- | ------------- |
| 1   | Srđan Budisavljević | 18 de abril de 1941  | 21 de agosto de 1941 | SDS           |
| 2   | Dušan Simović       | 21 de agosto de 1941 | 11 de enero de 1942  | Independiente |
| 3   | Slobodan Jovanović  | 12 de enero de 1942  | 26 de junio de 1943  | Independiente |
| 4   | Miloš Trifunović    | 26 de junio de 1943  | 10 de agosto de 1943 | NRS           |
| 5   | Vladeta Milićević   | 10 de agosto de 1943 | 8 de julio de 1944   | Independiente |
| 6   | Sava Kosanović      | 8 de julio de 1944   | 7 de marzo de 1945   | SDS           |

### SFR Yugoslavia (1945-1992)
| N.º | Ministro             | Inicio                 | Fin                    | Partido |
| --- | -------------------- | ---------------------- | ---------------------- | ------- |
| 1   | Vlada Zečević        | 7 de marzo de 1945     | 2 de febrero de 1946   | SKJ     |
| 2   | Aleksandar Ranković  | 2 de febrero de 1946   | 14 de enero de 1953    | SKJ     |
| 3   | Svetislav Stefanović | 14 de enero de 1953    | 18 de abril de 1963    | SKJ     |
| 4   | Vojin Lukić          | 18 de abril de 1963    | 12 de marzo de 1965    | SKJ     |
| 5   | Milan Mišković       | 12 de marzo de 1945    | 18 de mayo de 1967     | SKJ     |
| 6   | Radovan Stijačić     | 18 de mayo de 1967     | 30 de julio de 1971    | SKJ     |
| 7   | Džemal Bijedić       | 30 de julio de 1971    | 3 de diciembre de 1971 | SKJ     |
| 8   | Luka Banović         | 3 de diciembre de 1971 | 17 de mayo de 1974     | SKJ     |
| 9   | Franjo Herljević     | 17 de mayo de 1974     | 16 de mayo de 1982     | SKJ     |
| 10  | Stane Dolanc         | 16 de mayo de 1982     | 15 de mayo de 1984     | SKJ     |
| 11  | Dobroslav Ćulafić    | 15 de mayo de 1984     | 16 de mayo de 1989     | SKJ     |
| 12  | Petar Gračanin       | 16 de mayo de 1989     | 14 de julio de 1992    | SKJ     |

### FR Yugoslavia (Serbia y Montenegro) (1992-2003)
| N.º | Ministro          | Inicio                   | Fin                      | Partido       |
| --- | ----------------- | ------------------------ | ------------------------ | ------------- |
| 1   | Pavle Bulatović   | 14 de julio de 1992      | 2 de marzo de 1993       | DPS           |
| 2   | Đorđe Blagojević  | 2 de marzo de 1993       | 15 de septiembre de 1994 | Independiente |
| 3   | Vukašin Jokanović | 15 de septiembre de 1994 | 20 de marzo de 1997      | SPS           |
| 4   | Zoran Sokolović   | 20 de marzo de 1997      | 4 de noviembre de 2000   | SPS           |
| 5   | Zoran Živković    | 4 de noviembre de 2000   | 17 de marzo de 2003      | DS            |